# Hager
Hager Group GmbH & Co. KG — немецкая компания, производитель низковольтного электротехнического оборудования и систем автоматизации зданий. Штаб-квартира Hager Group находится в Германии, в маленьком городке Блискастель. Основано в 1955 году. Число сотрудников — 10500 человек.
Разрабатывает распределительные системы, системы передачи энергии и данных, модульные приборы для защиты, включения и выключения, извещения и измерения и другое электротехнического оборудования.
В секторе жилого и гражданского строительства представлена следующими основными направлениями:
- Электрощитовое оборудование до 4000А:

- Щиты до 63А серии GD, Golf, Volta, Vector IP65 для сборки квартирных щитов, щитов освещения, небольших распределительных щитов
- Щиты серии FW IP44, секционные, от 36 до 336 модулей, дин-рейки длиной 12 модулей, сталь, до 125А
- Распределительные щиты Орион плюс, сталь, IP65, до 630А, предусмотрены любые комбинации монтажной платы с дин-рейками, для сборки распределительных щитов, ЩС, корпуса для шкафов управления и автоматизации
- Распределительные щиты серий Quadro 4, Quadro 5, Quadro plus IP55, до 2500А для сборки ГРЩ и ВРУ

- Модульная защитно-коммутационая аппаратура

- Автоматические выключатели от 3 кА до 50 кА в модульном исполнении
- Устройства защитного отключения, тип А и АС, токи утечки от 10 мА до 1000 мА
- Автоматы диф. тока, тип А и АС, токи утечки от 10 мА до 300 мА
- Выключатели нагрузки
- Модульные контакторы и реле, в том числе реле приоритета
- Модульная светосигнальная аппаратура
- Разрядники
- Модульные АВР
- Диммеры, таймеры и др.

- Силовые автоматические выключатели и рубильники:

- Силовые автоматические выключатели до 1600А
- Рубильники до 1600А
- Устройства АВР до 1600А

- Системы автоматизации зданий tebis стандарта EIB/KNX
- Кабель-каналы из ПВХ, безгалогенового пластика, алюминия, стали

- трассировочные кабельные каналы
- электроустановочные кабельные каналы
- плинтусные кабельные каналы, в том числе под дерево
- угловые кабельные каналы

Основные заводы ГК HAGER находятся в городах:
- Блискастель, Германия — головной офис, завод по производству корпусов распределительных щитов
- Оберней, Франция — завод по производству полного спектра модульной аппаратуры
- Хельтерсберг, Германия — завод Tehalit по производству электроустановочных и перфорированных кабельных каналов
- Саверн, Франция — завод по производству компонентов систем автоматизации зданий

Российское представительство ООО «Хагер Системс» открыто в 2004—2005 году. В 2010 году ГК «Специальные системы и технологии» стали стратегическим партнером Hager в России, представительство Hager было переименовано в ООО «Электросистемы и технологии».
Офис российского представительства находится в Мытищах, стоковый склад в Пушкино Московской области.

## Галерея

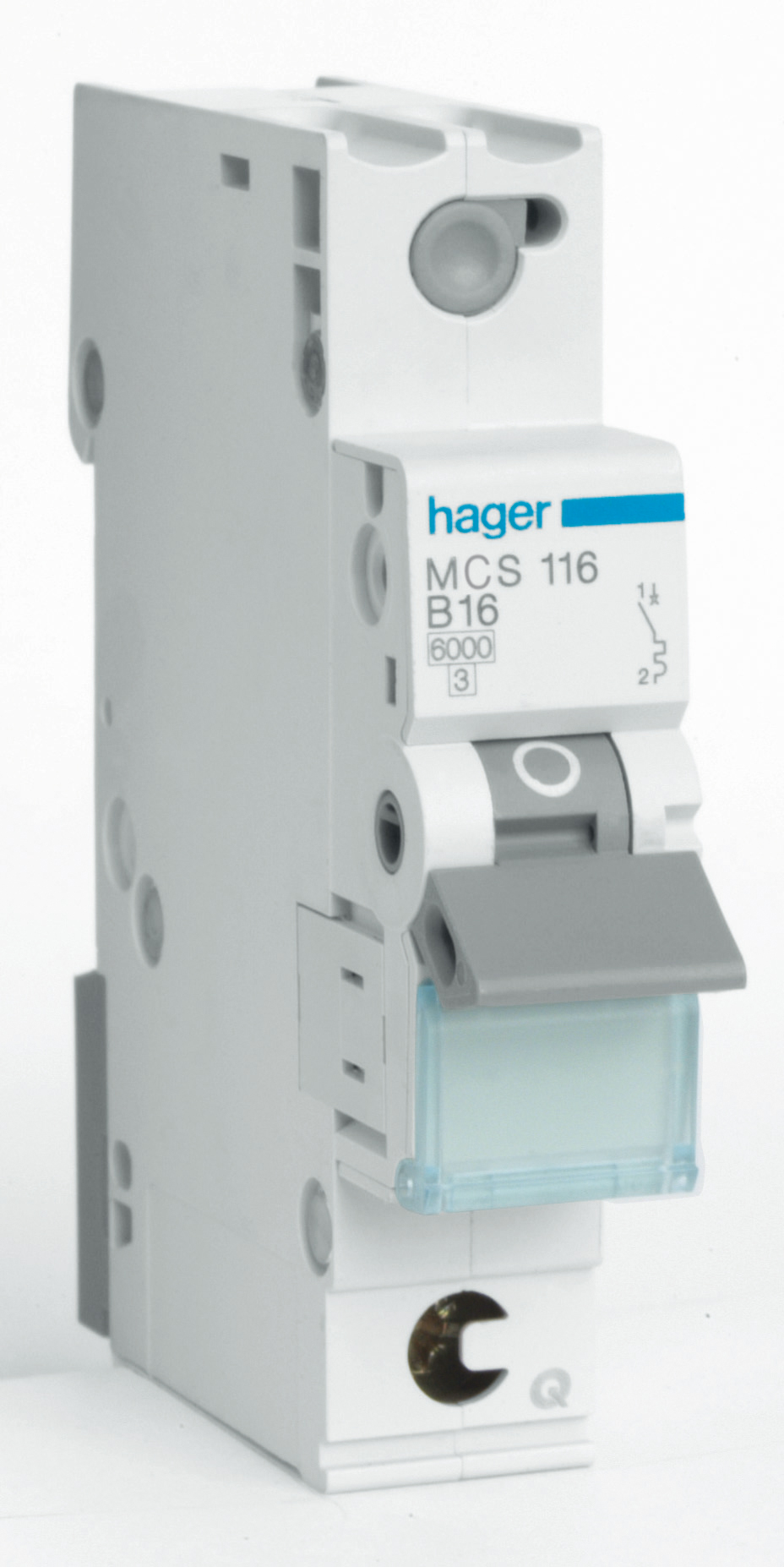
Автоматический выключатель HAGER MBN116, 16А, 1P характеристика В
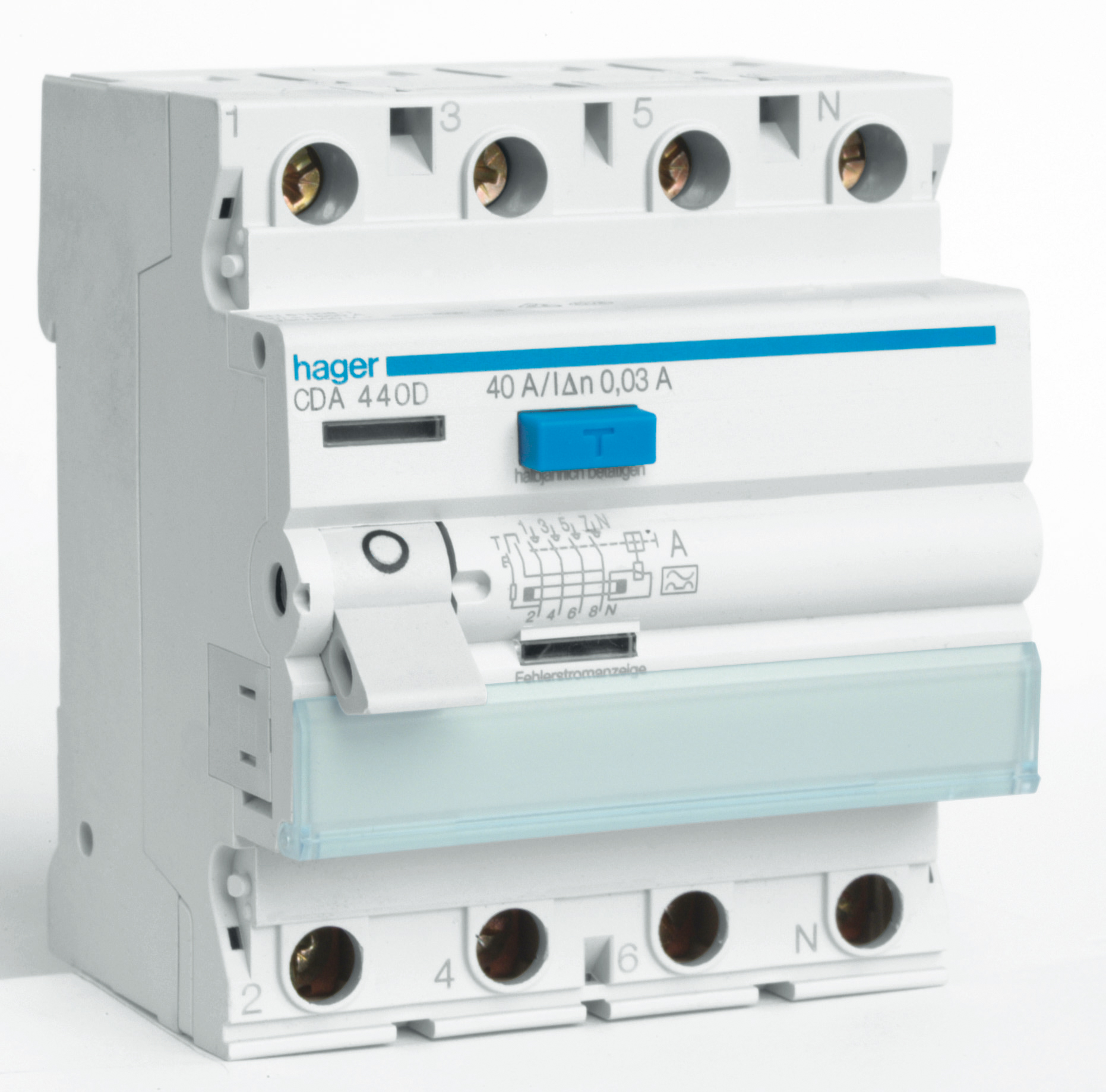
УЗО HAGER 4P, 40А, ток утечки 30мА
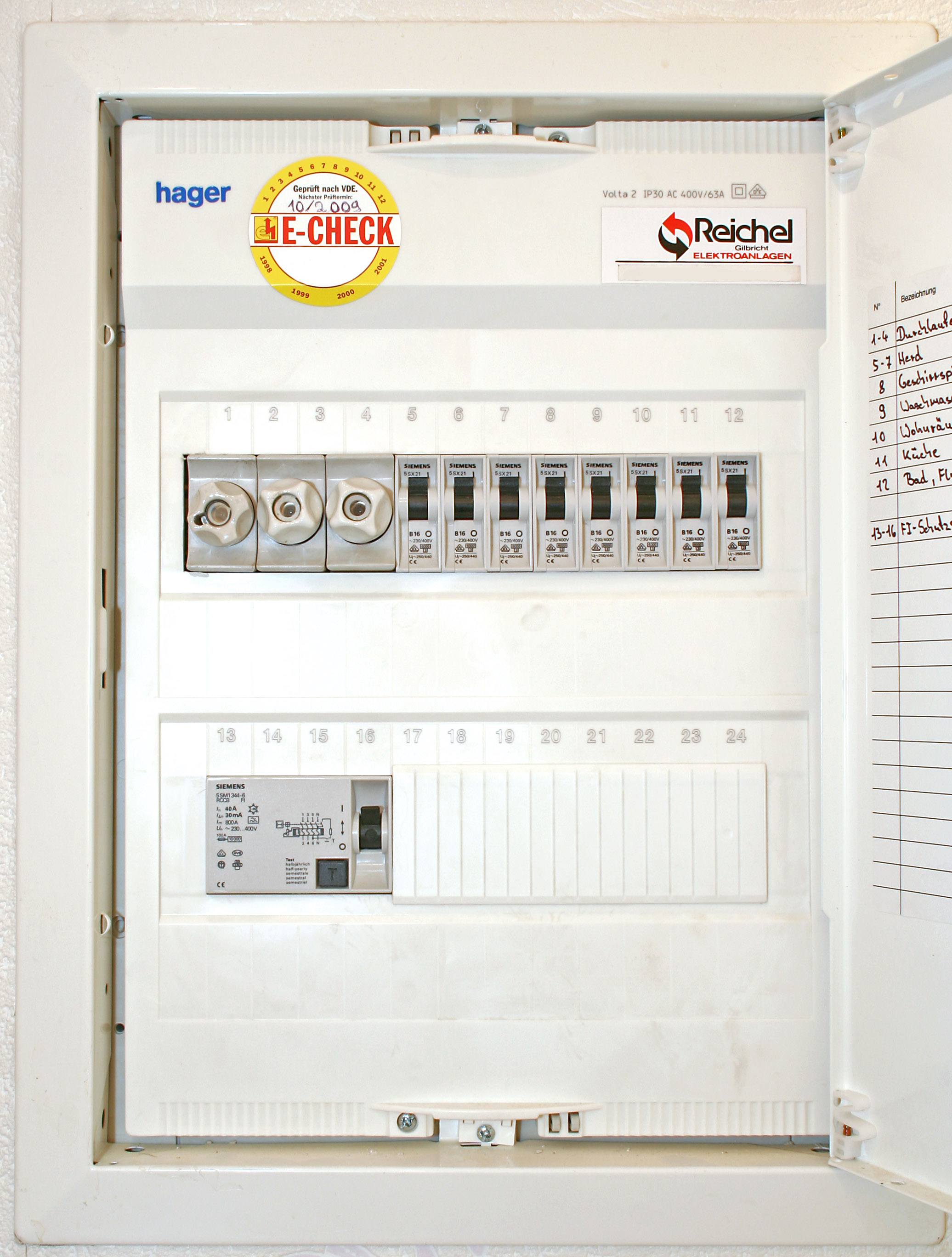
Встраивыемый пластиковый бокс.